# Хроническая мигрирующая эритема
Хроническая мигрирующая эритема (лат. erythema migrans chronicum, син.: Хроническая мигрирующая эритема Афцелиуса — Липшютца син.: мигрирующая эритема Липшютца) — основное клиническое проявление начальной стадии клещевого Лайм-боррелиоза (болезни Лайма). Первоначально была описана как самостоятельное заболевание (дерматоз неясной этиологии). В 1980-х годах было установлено, что этот синдром вызывается спирохетами Borrelia burgdorferi.
Инфекция передаётся при укусе клеща Ixodes ricinus. Через 3—32 дня (в среднем около недели) на месте укуса возникает кольцевидная эритема, которая в течение нескольких недель, постепенно расширяясь, может достигнуть в диаметре 15—20, а иногда до 70 см. Край пятна отграничен от окружающей кожи непрерывной не шелушащейся эритематозной каймой шириной от 2—3 мм до 2 см. В центре пятна изменения кожи выражены слабее. После нескольких недель или месяцев эритематозная кайма исчезает.
Несмотря на исчезновение эритемы, в дальнейшем, при отсутствии лечения, болезнь переходит в следующую стадию, при которой боррелии проникают в различные органы, поражаются нервная система и сердце.